# Dianthus squarrosus
Dianthus squarrosus är en nejlikväxtart som beskrevs av Friedrich August Marschall von Bieberstein. Dianthus squarrosus ingår i släktet nejlikor, och familjen nejlikväxter. Inga underarter finns listade i Catalogue of Life.